# Dorothee Hansen
Dorothee Hansen (* 3. September 1963 in Flensburg) ist eine deutsche Kunsthistorikerin und Kuratorin sowie stellvertretende Direktorin der Kunsthalle Bremen.

## Leben
Dorothee Hansen studierte Kunstgeschichte, Klassische Archäologie und Mittelalterliche Geschichte an der Universität München. 1992 wurde sie dort mit der Arbeit Das Bild des Ordenslehrers und die Allegorie des Wissens. Ein gemaltes Programm der Augustiner im 14. Jahrhundert in Italien promoviert. Von 1992 bis 1994 absolvierte sie ein wissenschaftliches Volontariat an der Hamburger Kunsthalle.

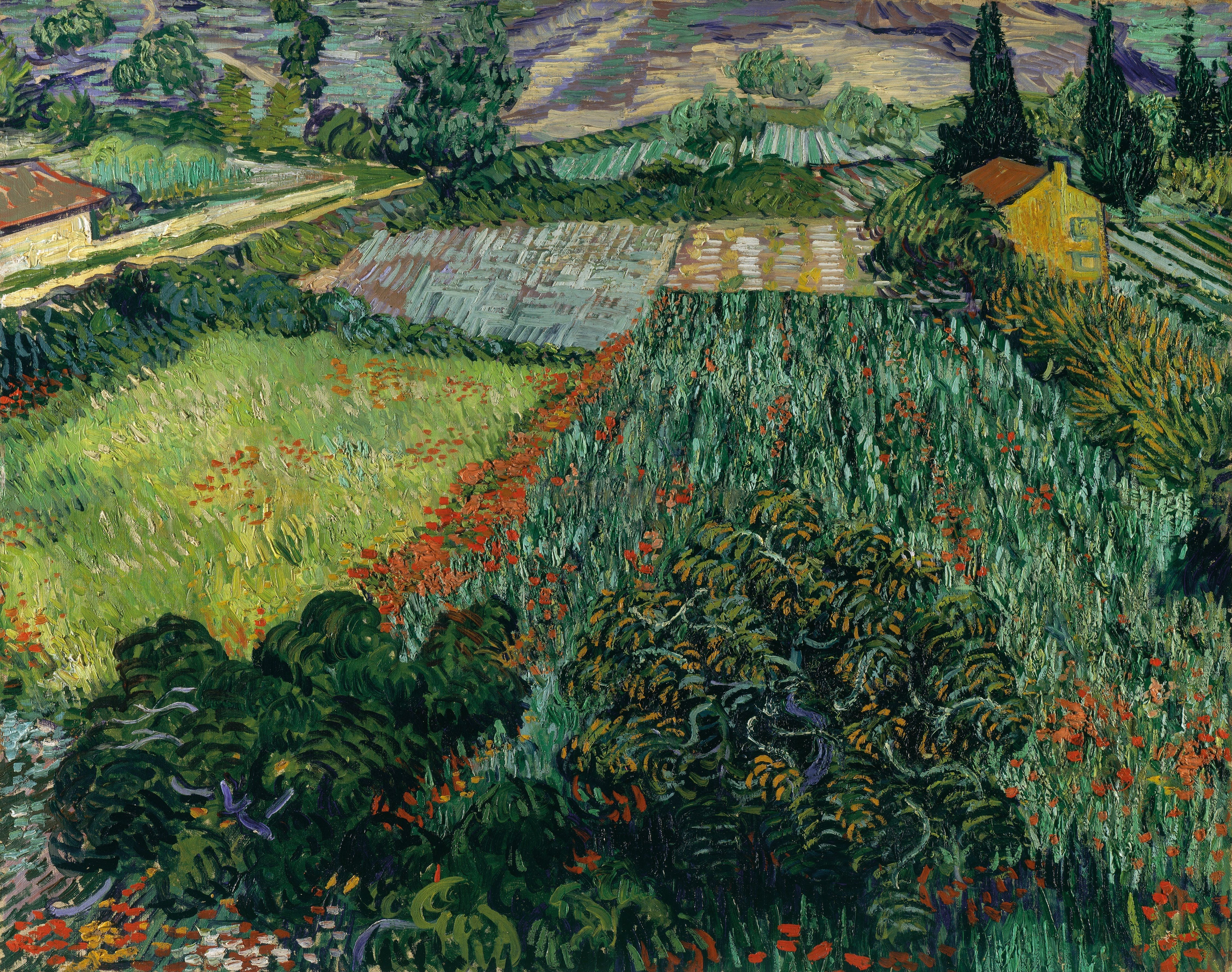
Vincent van Gogh: Mohnfeld (1889), Kunsthalle Bremen

Hansen ist seit Februar 1995 als Kustodin für die Gemälde des 14. bis 19. Jahrhunderts an der Kunsthalle Bremen tätig und wurde inzwischen zur stellvertretenden Direktorin ernannt. Zu den von ihr an der Bremer Kunsthalle kuratierten und überregional beachteten Kunstausstellungen zählen unter anderem:
- Van Gogh: Felder – das Mohnfeld und der Künstlerstreit (Oktober 2002–Januar 2003)
- Monet und Camille – Frauenportraits im Impressionismus (Oktober 2005–Februar 2006)
- Edvard Munch – Rätsel hinter der Leinwand (Oktober 2011–Februar 2012)
- Manet und Astruc – Künstlerfreunde (Oktober 2021–Februar 2022)

Die Van Gogh-Ausstellung von 2002/03, in der Hansen dessen im Besitz der Kunsthalle Bremen befindliches Spätwerk Mohnfeld von 1889 sowie den nach dem 1911 erfolgten Ankauf des Bildes entstandenen Bremer Künstlerstreit in den Mittelpunkt stellte, wurde mit über 320.000 Besuchern zur bislang erfolgreichsten Ausstellung der Bremer Kunsthalle. Darüber hinaus war es die meistbesuchte Ausstellung in einem Kunstmuseum in den Jahren 2002/2003 in den deutschsprachigen Ländern.
Sie veröffentlichte zahlreiche Publikationen zu kunstgeschichtlichen Themen sowie Künstlermonografien und Ausstellungskataloge.
Dorothee Hansen lebt in Bremen.

## Publikationen (Auswahl)
- Manet und Astruc – Künstlerfreunde, Ausstellungskatalog Kunsthalle Bremen, Deutscher Kunstverlag, Berlin/München 2021, ISBN 978-3-422-98760-9 (gleichzeitig Herausgeberin).
- Edvard Munch. Rätsel hinter der Leinwand. DuMont, Köln 2011, ISBN 978-3-8321-9413-0 (gleichzeitig Herausgeberin).
- Vom Klassizismus zum Kubismus. Bestandskatalog der französischen Malerei in der Kunsthalle Bremen. Hirmer, München 2011, ISBN 978-3-7774-2911-3 (mit: Henrike Holsing).
- Gustave Caillebotte. Hatje Cantz, Ostfildern 2008, ISBN 978-3-7757-2191-2 (gleichzeitig Herausgeberin; mit: Anne-Birgitte Fonsmark).
- Monet und Camille. Frauenportraits im Impressionismus. Hirmer, München 2005, ISBN 3-7774-2705-5 (gleichzeitig Herausgeberin; mit: Wulf Herzogenrath).
- Van Gogh: Felder – das Mohnfeld und der Künstlerstreit. Hatje Cantz, Ostfildern 2002, ISBN 3-7757-1130-9 (gleichzeitig Herausgeberin; mit: Wulf Herzogenrath, Barbara Nierhoff).
- Fritz von Uhde. Vom Realismus zum Impressionismus. Hatje Cantz, Ostfildern 1998, ISBN 3-7757-0789-1 (gleichzeitig Herausgeberin).
- Max Liebermann – der deutsche Impressionist. „Nichts trügt weniger als der Schein“. Hirmer, München 1995, ISBN 3-7774-6910-6 (gleichzeitig Herausgeberin).
- Das Bild des Ordenslehrers und die Allegorie des Wissens. Ein gemaltes Programm der Augustiner. Akademie-Verlag, Berlin 1995, ISBN 3-05-002393-7 (zugleich Dissertation, LMU München 1992).